# St. Peter und Paul (Kranenburg)

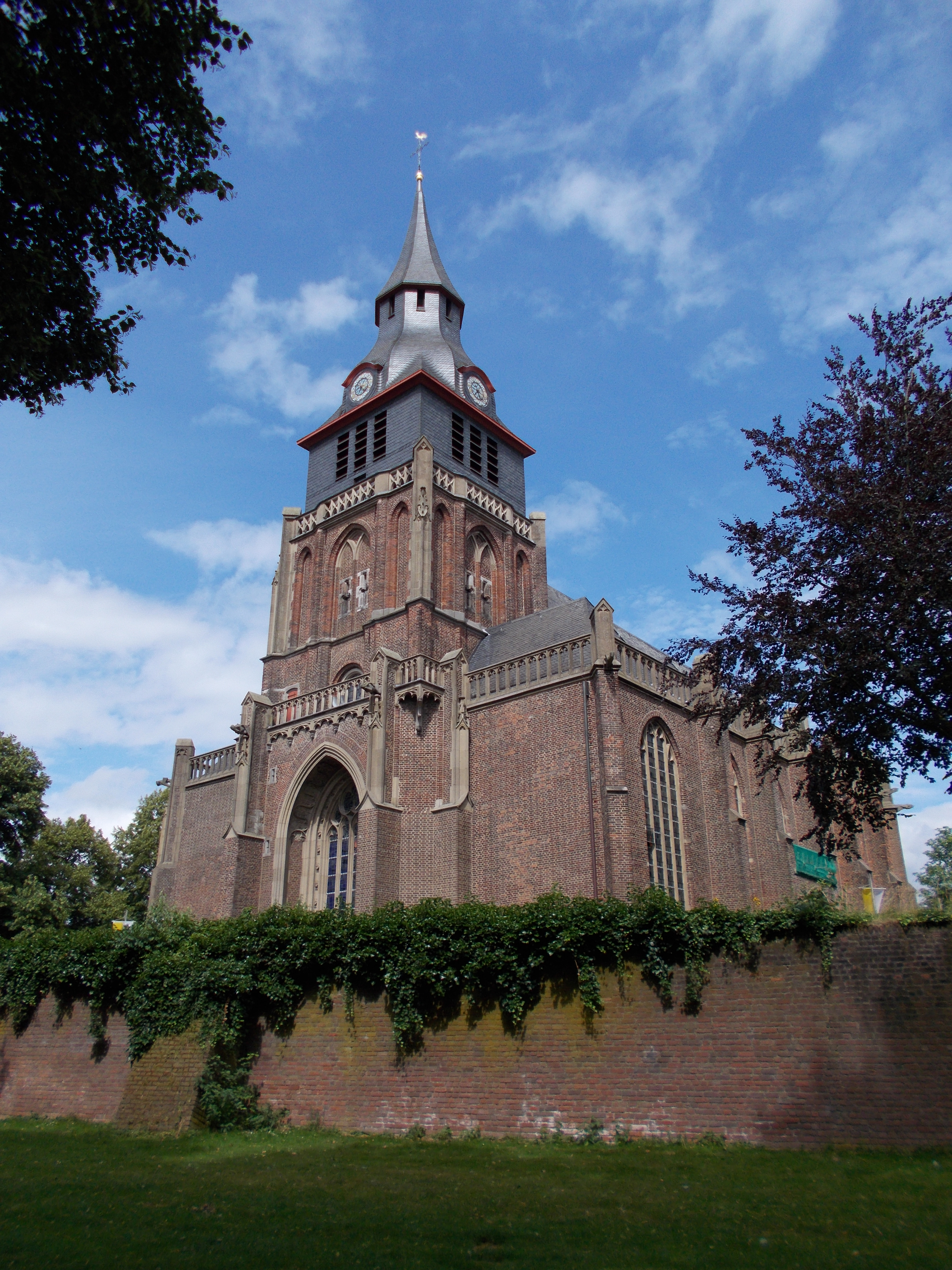
St. Peter und Paul in Kranenburg

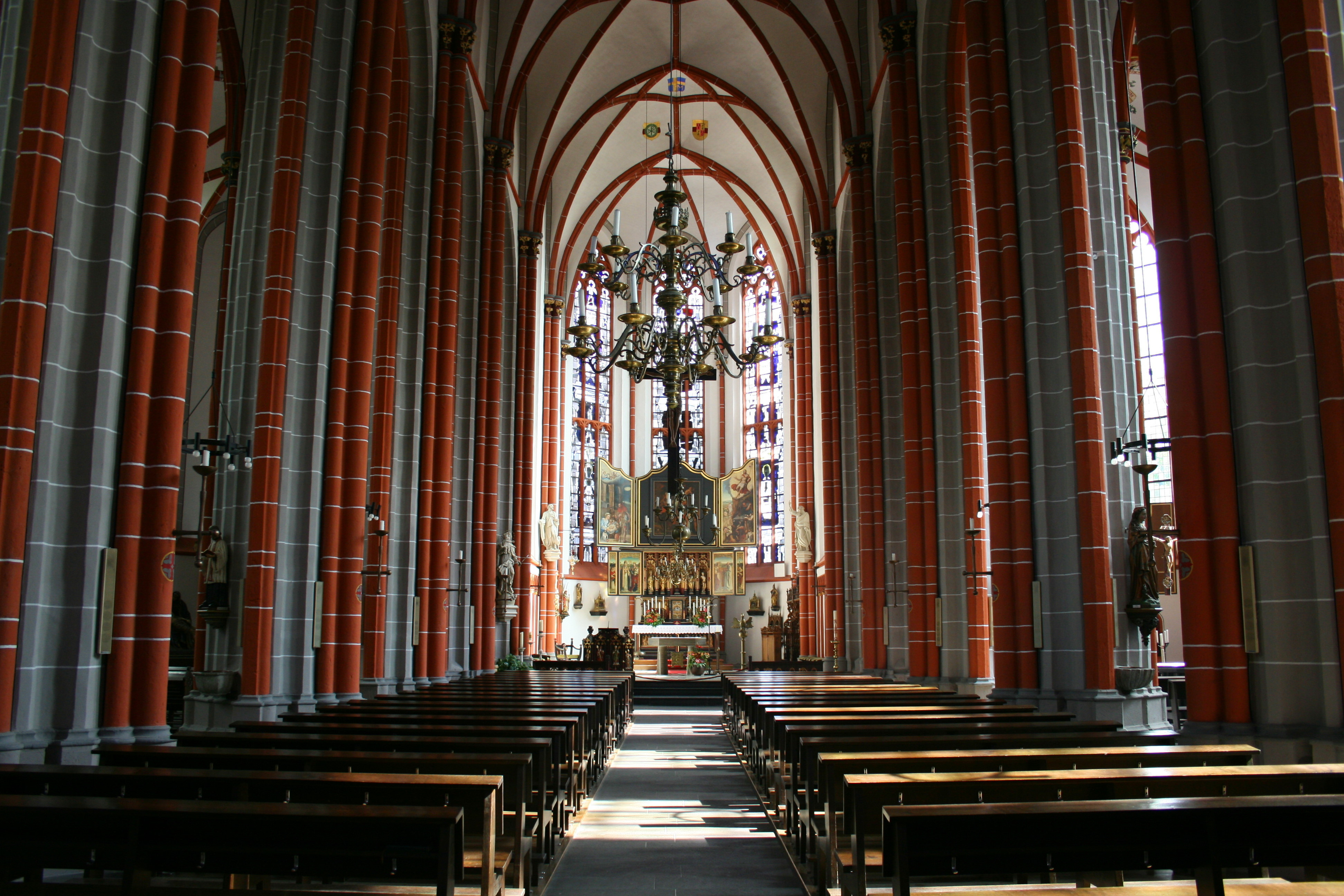
Mittelschiff

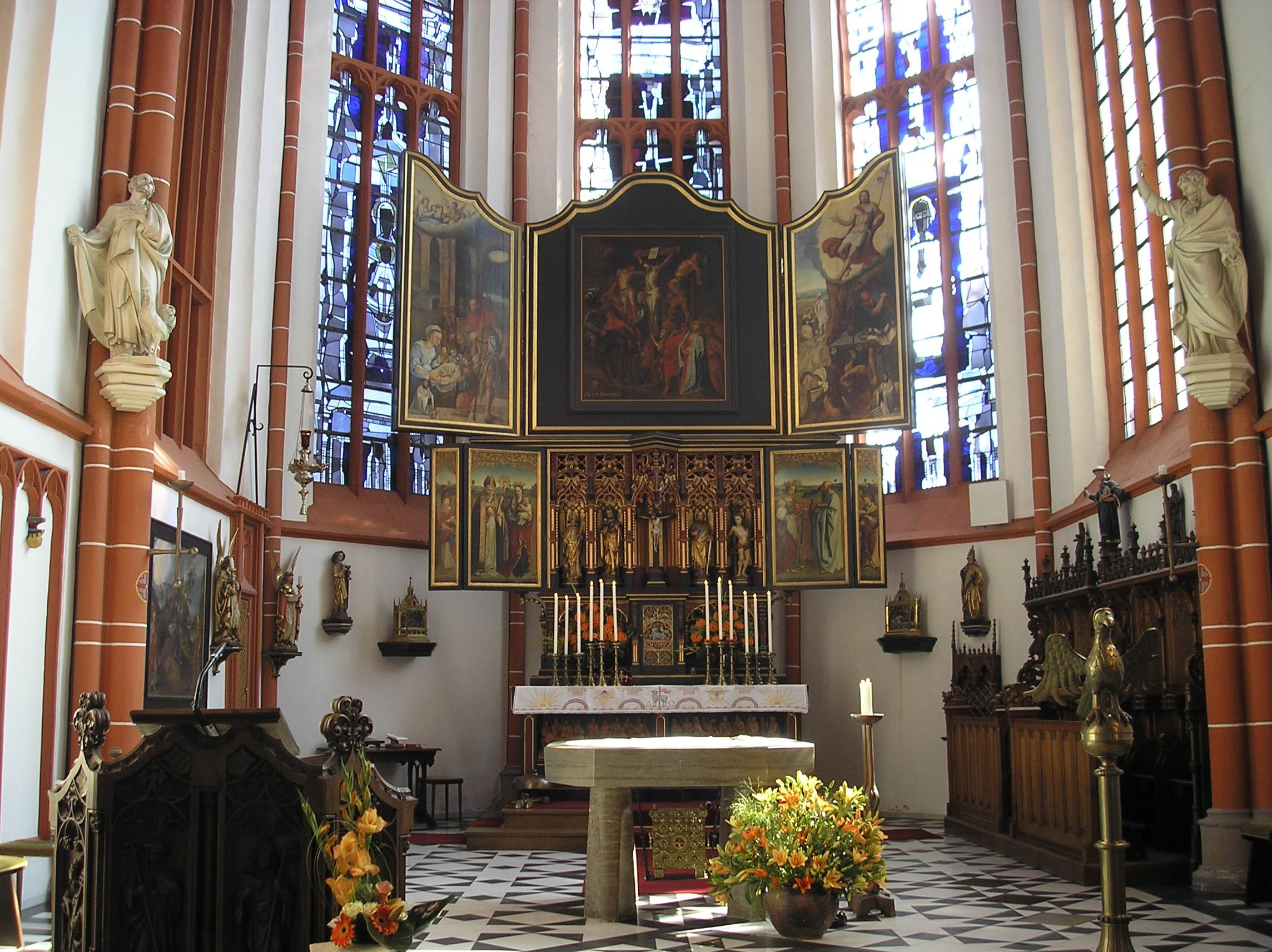
Chorraum

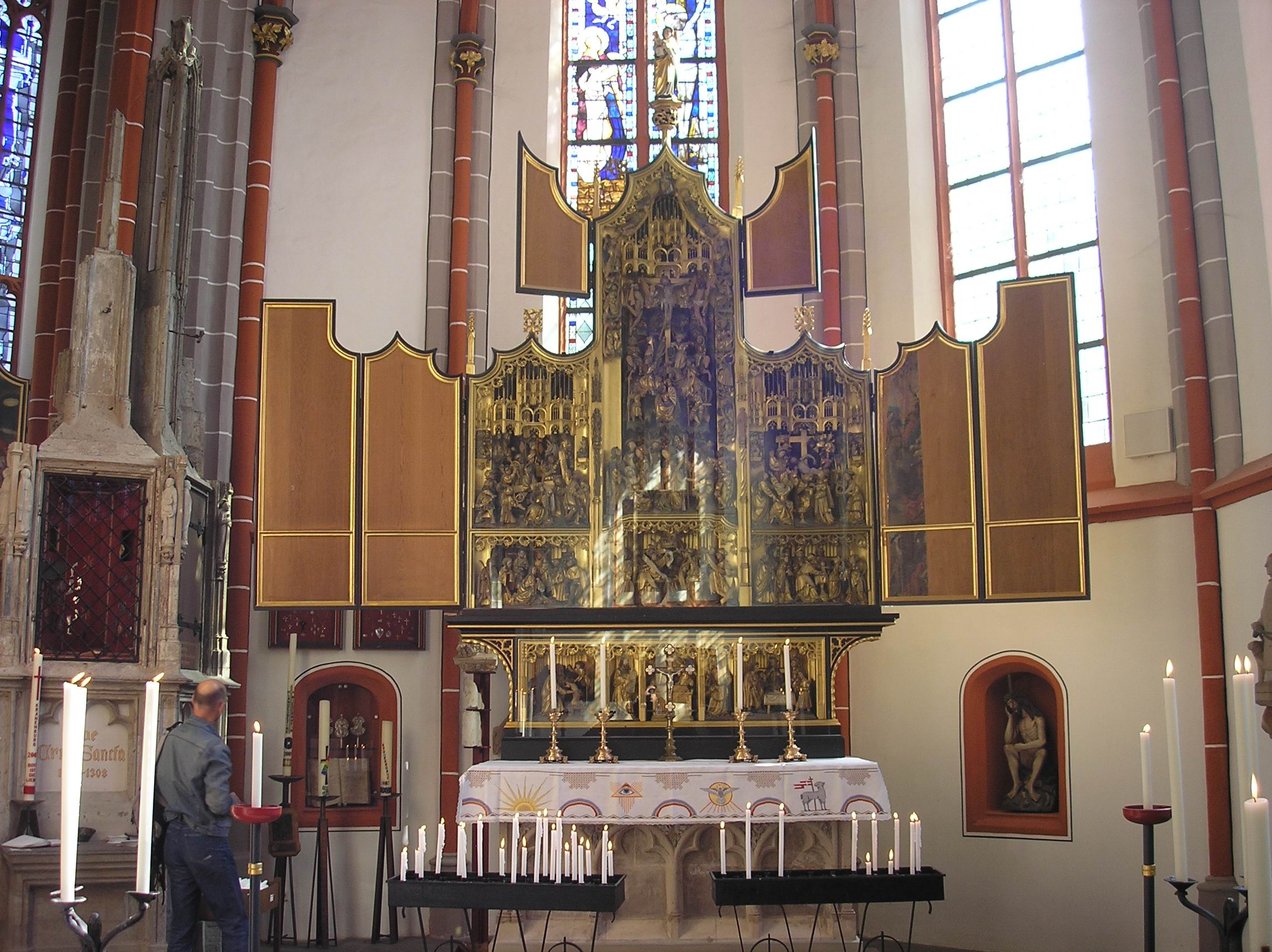
Kreuzaltar

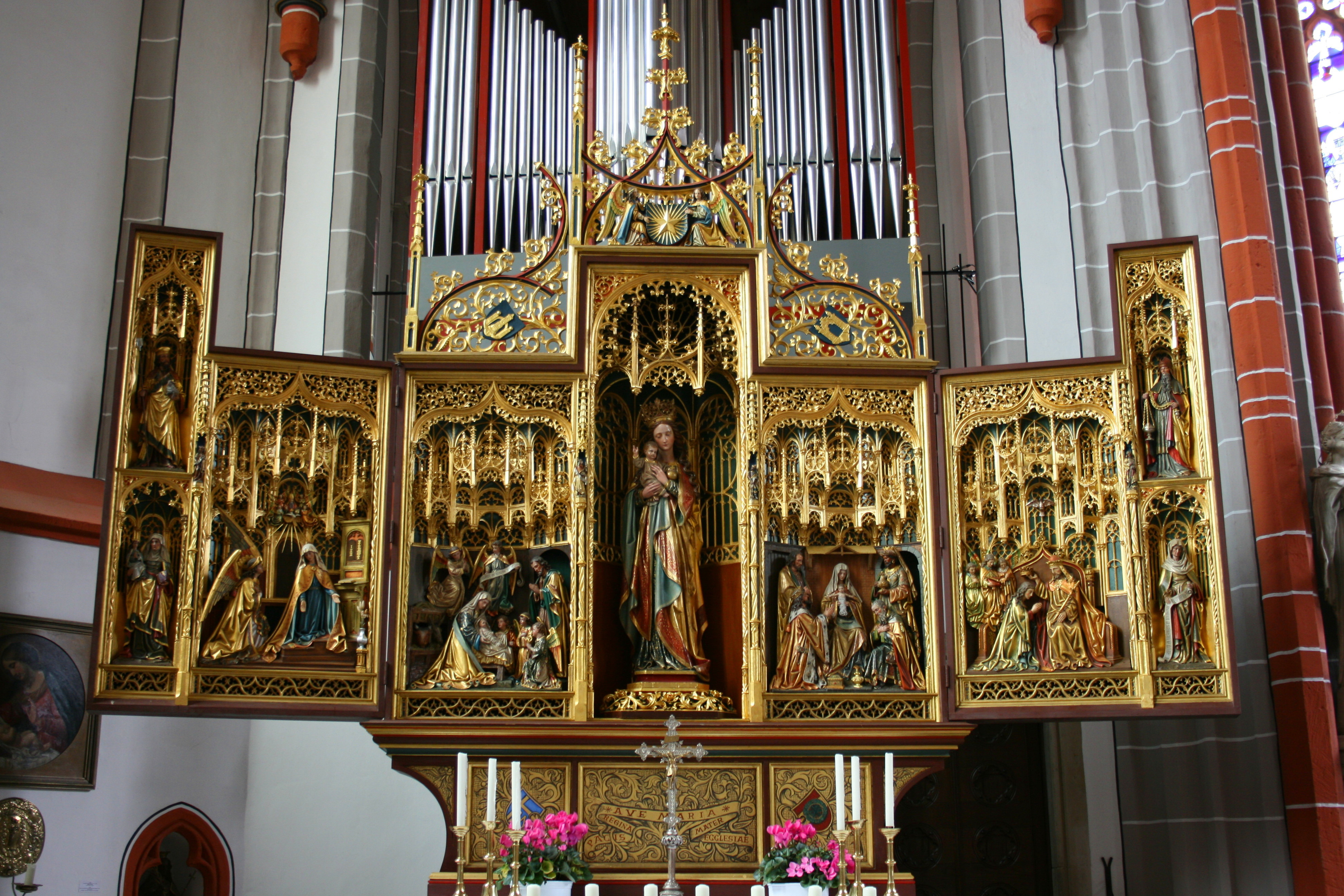
Marienaltar und Orgel

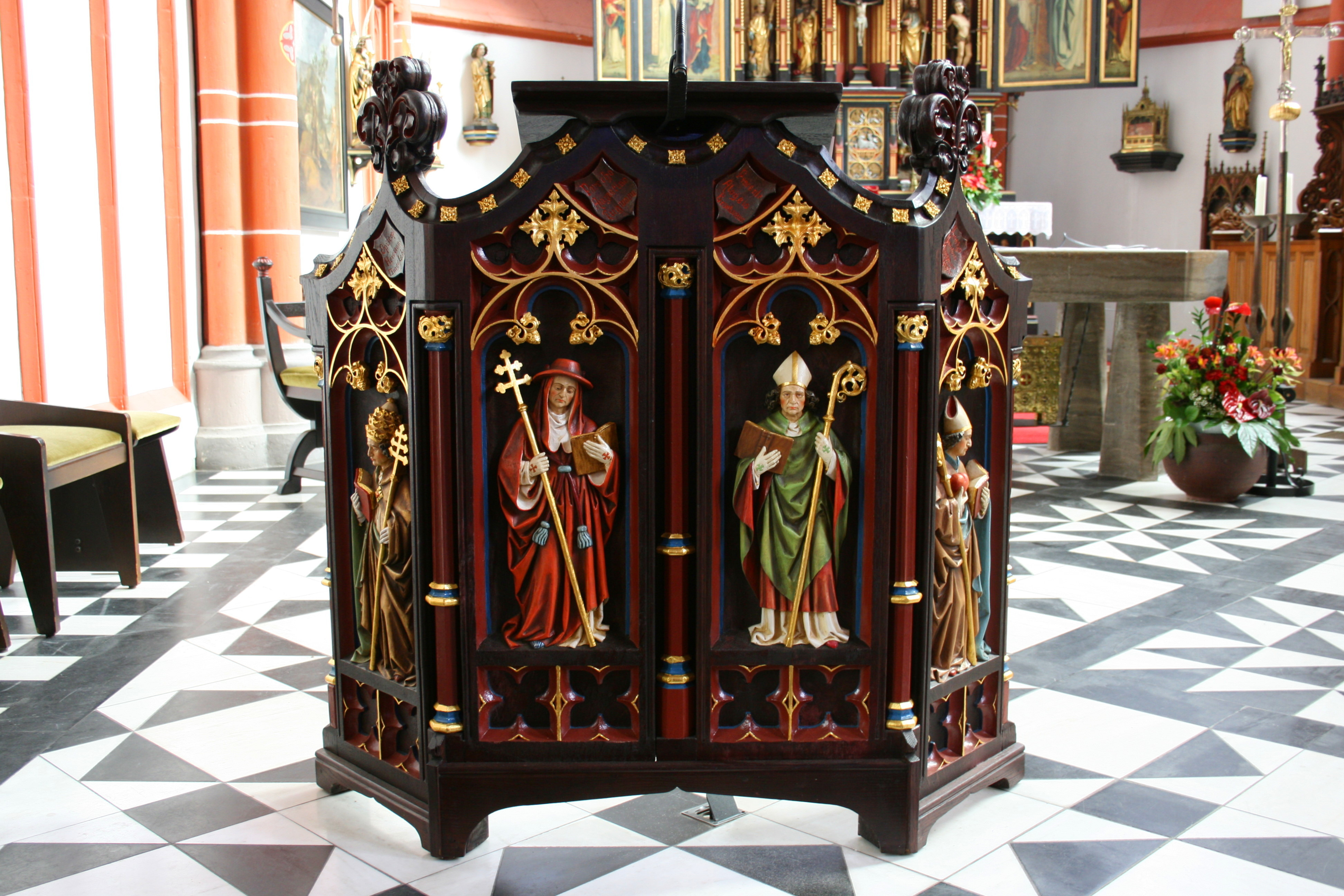
Ambo

Die katholische Pfarrkirche St. Peter und Paul in Kranenburg ist zugleich Wallfahrtskirche zum Wundertätigen Kreuz und war von 1436 bis 1802 Stiftskirche unter dem Patrozinium des heiligen Martin.

## Baugeschichte
Eine erste Kirche bestand in Kranenburg spätestens 1277. Nach der Auffindung des Kranenburger Kreuzes 1308 und der einsetzenden Wallfahrt wurde vermutlich bereits im 14. Jahrhundert ein Neubau fertiggestellt, der durch die von 1409 bis 1436 gebaute, noch heute bestehende spätgotische Pseudobasilika ersetzt wurde. Sie war vor allem von dem Baumeister Gisbert Schairt von Zaltbommel entworfen worden, der auch an der Stevenskerk in Nijmegen und der Xantener Viktorskirche mitwirkte.
1436 ließ Herzog Adolf II. von Kleve das Zyfflicher Stift an die Pfarrkirche St. Peter und Paul in Kranenburg verlegen, die in diesen Jahrzehnten aus den Mitteln der Kranenburger Kreuzwallfahrt neu erbaut wurde. Neben dem Argument, dass die ummauerte Stadt Kranenburg den Kanonikern mehr Sicherheit bieten könne als das unmittelbar an der Grenze zum Herzogtum Geldern gelegene Dorf Zyfflich spielte auch das Bestreben des Herzogs eine Rolle, mehr Einfluss auf das Stift zu gewinnen. Im 16. Jahrhundert war der Humanist Johann von Vlatten Propst des Stifts. Der allmähliche Rückgang der Wallfahrt verhinderte aber die Vollendung des Baues nach den ursprünglichen Plänen. Ein großzügig geplanter Chorumgang wurde nicht errichtet, und auch der Turm blieb als unvollendeter Stumpf liegen, der erst kurz vor dem Ersten Weltkrieg durch eine Schieferhaube aufgestockt wurde. Das Martinsstift bestand in Kranenburg noch bis zur Säkularisation 1802.
Ende des 19. und zu Beginn des 20. Jahrhunderts wurde die Kirche nach jahrhundertelanger Vernachlässigung gründlich saniert, im Kriegswinter 1944/45 aber stark zerstört (Verlust sämtlicher Langhausdächer und der darunter liegenden Gewölbe, Mauerausbrüche, Einschüsse). Der weitgehend originalgetreue Wiederaufbau wurde 1949 in Angriff genommen und war 1970 abgeschlossen.

## Ausstattung
Trotz erheblicher Verluste infolge von Säkularisation, Verkäufen und Kriegszerstörungen hat die Kirche eine reiche Ausstattung bewahrt. 

### Altäre
Der Kreuzaltar ist ein Antwerpener Retabel aus dem 16. Jahrhundert. Im Zweiten Weltkrieg wurden der Schrein und die bemalten Flügel zerstört. Da die Figuren aber bis auf wenige Ausnahmen erhalten blieben, konnte der Altaraufsatz rekonstruiert und wiederaufgestellt werden.
Der Hochaltar stammt in seiner heutigen Konzeption aus der Zeit um 1900. Die großen oberen Altarflügel stammen von 1563, die kleinen unteren wurden um die Jahrhundertwende neu geschaffen. Der neugotische Schrein beherbergt einige Figuren aus dem 15. Jahrhundert. 
Der Marienaltar ist eine Arbeit aus der Werkstatt von Ferdinand Langenberg und stammt vom Anfang des 20. Jahrhunderts.

### Figuren und Gemälde
Aus dem alten Stiftsbesitz hat sich eine Vielzahl von Skulpturen und Bildwerken erhalten. Besonders erwähnenswert sind der Christophorus aus der ersten Hälfte des 16. Jahrhunderts und eine Altartafel mit der Darstellung des Kalvarienbergs von etwa 1430.

### Steinmetzarbeiten
Im westlichen Joch des Marienschiffs steht der sechseckige Taufstein von 1448, ein maßwerkverziertes Meisterstück der Spätgotik. Im Chor des südlichen Seitenschiffes befindet sich ein derzeit noch kriegszerstörtes Türmchen in Form eines Sakramentshauses, in dem das Kranenburger Kreuzheiligtum aufbewahrt wird (Rekonstruktion seit 2008). Hinter dem Kreuzaltar sind die Reste des nach 1802 abgebrochenen Lettners aufgestellt worden; die (heute kopflosen) Figuren auf den Konsolen zeigen den Heiligen Martin, Petrus und eine nicht identifizierbare Person. Vor einigen Jahren wurden die alten Grabplatten, die jahrelang auf dem Kirchhof aufgestellt waren, wieder in den Innenraum der Kirche verlegt.

### Fenster
Als einziges Fenster mit Originalteilen aus dem Mittelalter hat sich eine Kreuzigungsgruppe erhalten, die heute im Chor des südlichen Seitenschiffes eingebaut ist. Ein Fragment einer Darstellung der Gottesmutter mit dem Jesuskind befindet sich im Museum Katharinenhof. Die modernen Fenster im Chorraum von Johannes Beeck thematisieren die Sakramente, das große Westfenster von Vincenz Pieper unter dem Turm stellt die Apokalypse dar. Ein kleines Fenster an der Orgelempore stammt von dem Kranenburger Künstler Johann Peter Heek.

### Elfenbeinschnitzereien
Die wertvollen Elfenbeinarbeiten aus dem Zyfflicher Stiftsbesitz gelangten zu Beginn des 20. Jahrhunderts durch Verkauf nach New York und Münster.

## Orgel
Die 1958 von der Firma Speith-Orgelbau aus Rietberg installierte Orgel wurde 2004 umgebaut und erweitert.
| I Hauptwerk C–g3 |           |        |
| 1.               | Pommer    | 16′    |
| 2.               | Prinzipal | 08′    |
| 3.               | Gemsflöte | 08′    |
| 4.               | Oktave    | 04′    |
| 5.               | Flöte     | 04′    |
| 6.               | Nachthorn | 02′    |
| 7.               | Mixtur V  | 01 ⁄3′ |
| 8.               | Trompete  | 08′    |

| II Schwellwerk C–g3 |                        |     |
| 09.                 | Rohrflöte              | 08′ |
| 10.                 | Salicional             | 08′ |
| 11.                 | Vox Coelestis          | 08′ |
| 12.                 | Prinzipal              | 04′ |
| 13.                 | Blockflöte             | 04′ |
| 14.                 | Schwiegel              | 02′ |
| 15.                 | Septim-Sesquialter III |     |
| 16.                 | Scharff IV             | 01′ |
| 17.                 | Dulcian                | 16′ |

| III Rückpositiv C–g3 |                 |       |
| 18.                  | Flötenprinzipal | 8′    |
| 19.                  | Bordun          | 8′    |
| 20.                  | Duesflöte       | 4′    |
| 21.                  | Prinzipal       | 2′    |
| 22.                  | Larigot         | 1 ⁄3′ |
| 23.                  | Zimbel III      | 1⁄2′  |
| 24.                  | Musette         | 8′    |

| Pedal C–f1 |                |        |
| 25.        | Subbass        | 16′    |
| 26.        | Sanftbass      | 16′    |
| 27.        | Prinzipalbass  | 08′    |
| 28.        | Gedecktbass    | 08′    |
| 29.        | Choralbass     | 04′    |
| 30.        | Flachflöte     | 02′    |
| 31.        | Hintersatz III | 02 ⁄3′ |
| 32.        | Fagott         | 16′    |

- Koppeln: II/I, III/I, I/P, II/P, III/P.

## Glocken
Im Turm befindet sich ein dreiteiliges Geläut.
Herausragend ist vor allem die im Jahre 1474 von Gerhardus van Wou gegossene Petrusglocke. 
Die barocke Marienglocke wurde 1644 von Johann van Trier gegossen. 
Die Van Triers waren über die Grenzen Aachens hinaus bekannt. 
Die Michaelsglocke wurde 1959 von der Fa. Petit & Gebr. Edelbrock in Gescher gegossen und ersetzt eine im Zweiten Weltkrieg verlorengegangene Vorgängerglocke. 
| Name          | Petrusglocke      | Michaelsglocke          | Marienglocke         |
| ------------- | ----------------- | ----------------------- | -------------------- |
| Gießer        | Gerhardus van Wou | Petit & Gebr. Edelbrock | Johann IV. von Trier |
| Gussjahr      | 1474              | 1959                    | 1644                 |
| Durchmesser   | 1442 mm           | 1115 mm                 | 1004 mm              |
| Gewicht (ca.) | 2100 kg           | 850                     | 720 kg               |
| Schlagton     | es'+8             | ges'+8                  | as'+3                |

## Pfarrer seit der Säkularisation
- 1802–1835 Johannes Everhard Neuy

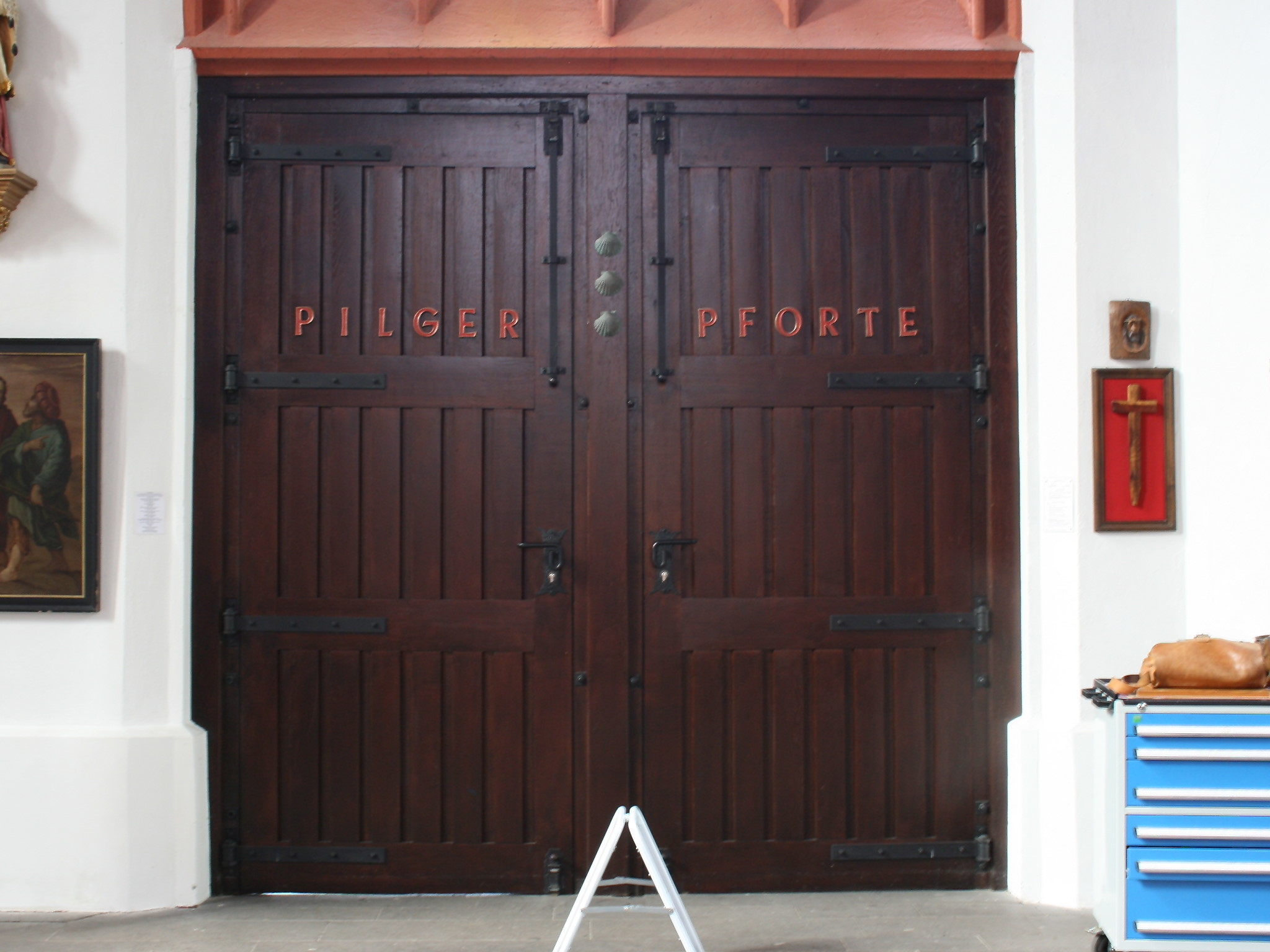
Pilgerpforte (Westportal) von innen

- 1835–1857 Anton Theodor Joseph Georgi
- 1858–1889 Anton Kleuter
- 1889–1894 Hermann Wesselmann
- 1894–1920 August Fugmann
- 1920–1938 Theodor Schmitz
- 1938–1946 Paul Höynck
- 1946–1954 Franz Demers
- 1954–1974 Heinrich Brey
- 1974–2008 Franz Günter Aengenheyster
- seit 2008 Christoph Scholten